# Condado de Pendleton (Kentucky)
O Condado de Pendleton é um dos 120 condados do estado americano de Kentucky. A sede do condado é Falmouth, que é também a sua maior cidade. O condado possui uma área de 730 km² (dos quais 3 km² estão cobertos por água), uma população de 14 390 habitantes, e uma densidade populacional de 20 hab/km² (segundo o censo nacional de 2000). O condado foi fundado em 1799.